# Tadeusz Szczęsny Owiński
Tadeusz Szczęsny Owiński, ps. Maciuś (ur. 21 lipca 1904 w Kołomyi, zm. 22 czerwca 1995) – polski lekarz chirurg szczękowo-twarzowy i stomatologiczny, pionier i twórca powojennej stomatologii akademickiej we Wrocławiu oraz wrocławskiej szkoły chirurgii stomatologicznej i szczękowo-twarzowej.

## Życiorys
Urodził się 21 lipca 1904 r. w Kołomyi, w rodzinie Jakuba (zm. 1940), dentysty, i Pauliny z Połonieckich. Szkołę powszechną ukończył w Kołomyi. Później mieszkał we Lwowie, gdzie ukończył VI Gimnazjum Klasyczne im. Stanisława Staszica i roczny kurs radiotelefonii i radiotelegrafii w Lwowskiej Szkole Przemysłowej. Następnie studiował na Wydziale Lekarskim Uniwersytetu Jana Kazimierza. W okresie 1918–1920 jako kurier brał udział w obronie Lwowa. 9 lipca 1929 r. ukończył specjalizację stomatologiczną. Dyplom doktora wszech nauk lekarskich uzyskał 9 maja 1931 r. Po ukończeniu studiów pracował we Lwowie jako młodszy asystent w Katedrze (od 1930 r. Klinice) Stomatologii Instytutu Dentystycznego u prof. Antoni Cieszyńskiego do 1937 i był członkiem redakcji czasopisma Polska Stomatologia. Korzystając z wiedzy zdobytej w Lwowskiej Szkole Przemysłowej, zajmował się także konstruowaniem aparatury elektromedycznej we lwowskiej Fabryce Pomocy Naukowych.
Wybuch II wojny światowej zastał go we Lwowie, gdzie do roku 1941 pracował jako lekarz w Poliklinice. Po zamordowaniu prof. Cieszyńskiego przez SS Vernichtungs-Kommando opuścił Lwów i poprzez Rzeszów przeniósł się do Warszawy. Dostał kenkartę i legitymację lekarza kolejowego na nazwisko Tadeusz Przybylski, którymi posługiwał się przez cały okres okupacji hitlerowskiej. W latach 1942–1945 pracował jako prywatny asystent u dr. med. Franciszka Borusiewicza (1903–1947) oraz dr. Józefa Zdzisława Rancewicza (1906–1962), którzy praktykowali na oddziale  chirurgicznym Szpitala Dzieciątka Jezus. Od maja 1942, pod ps. Maciuś, działał w Armii Krajowej, m.in. budował dla polskiego państwa podziemnego aparaty radiowe. W lipcu 1941 r. został przydzielony do sekcji łączności batalionu szturmowego „Baszta”. Gdy wybuchło powstanie warszawskie, jako radiowiec utrzymywał kontakt z Londynem. Ciężko ranny w obie nogi trafił pod koniec powstania do obozu jenieckiego i obozu w Pruszkowie, z którego zbiegł do Grodziska Mazowieckiego. 
Pod koniec wojny dotarł do Krakowa, gdzie trafił do tworzonej przez prof. Stanisława Kulczyńskiego grupy operacyjnej, mającej organizować szkolnictwo wyższe Wrocławia. We Wrocławiu zajął się zabezpieczeniem i odbudową kliniki dentystycznej, którą zorganizowano w gmachu niemieckiego Instytutu Dentystycznego i już 23 czerwca 1945 r. uruchomił pierwszą we Wrocławiu polską przychodnię lekarską. Potem organizował Kliniczną Katedrę Stomatologii i Oddział Stomatologii Wydziału Lekarskiego, którego został dyrektorem. W 1946 r. uzyskał tytuł specjalisty II stopnia z chirurgii stomatologicznej. W 1948 r. uzyskał habilitację, a 27 maja 1955 r. otrzymał tytuł naukowy profesora nadzwyczajnego. W 1960 r. powierzono mu pełnienie funkcji dziekana Wydziału Lekarskiego i był nim przez dwa lata, a w latach 1962–1969 dyrektora Oddziału Stomatologicznego Wydziału Lekarskiego Akademii Medycznej we Wrocławiu. W marcu 1968 r. jawnie poparł strajkujących studentów, za co został pozbawiony kierownictwa katedry i prawa wstępu do niej. 
Był mężem dr Barbary Włodek-Owińskiej (1914–2005).
Zmarł 22 czerwca 1995 r. i został pochowany na cmentarzu św. Wawrzyńca.

## Ordery i odznaczenia

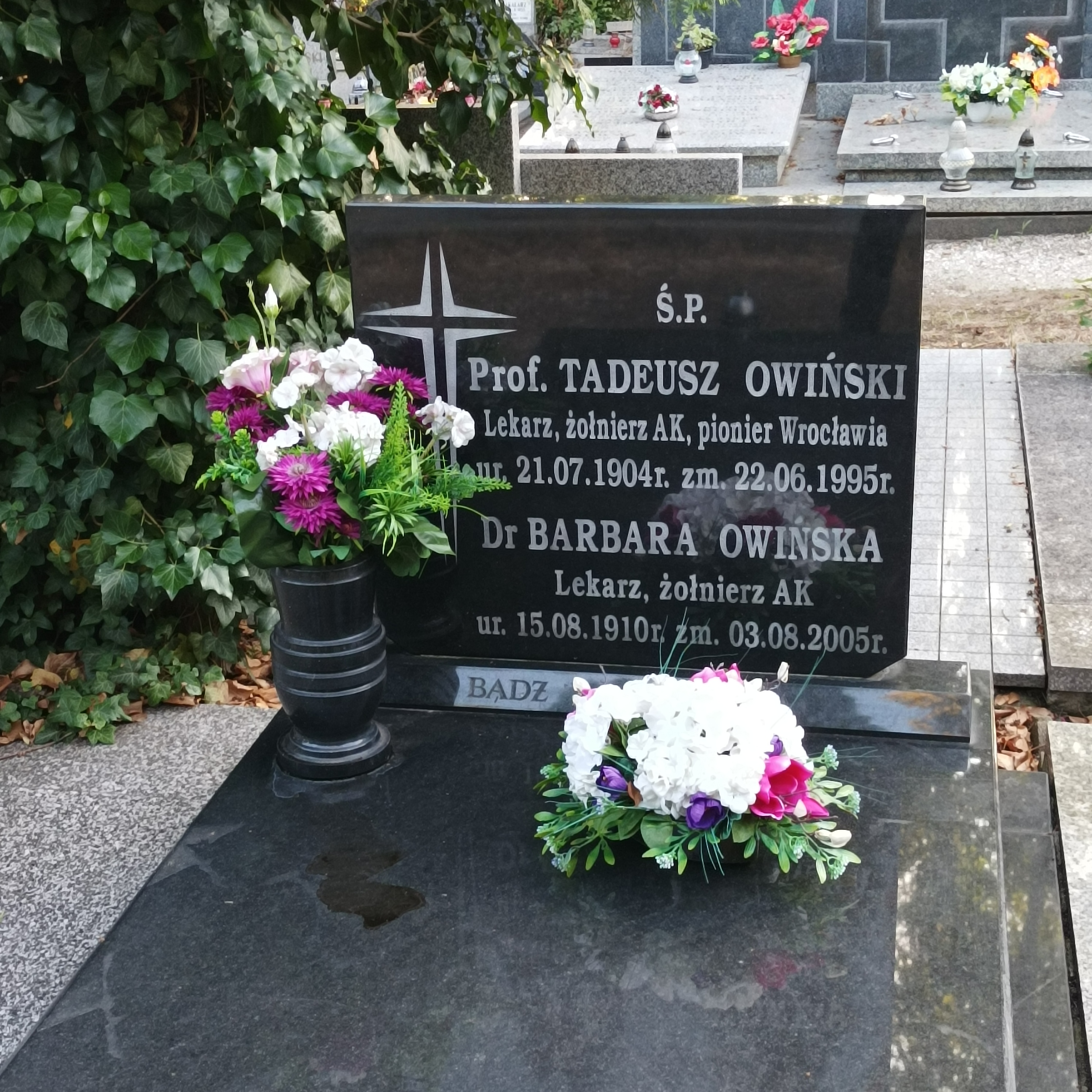
Grób prof. Tadeusza Owińskiego na Cmentarzu Świętego Warzyńca we Wrocławiu

- Krzyż Oficerski Orderu Odrodzenia Polski
- Krzyż Kawalerski Orderu Odrodzenia Polski
- Medal Wojska[3]
- Złoty Krzyż Zasługi (14 października 1947)[4]
- Krzyż Walecznych (za powstanie warszawskie)
- Krzyż Partyzancki
- Krzyż Armii Krajowej
- Warszawski Krzyż Powstańczy
- Medal Zwycięstwa i Wolności 1945
- Medal Rodła
- Medal 10-lecia Polski Ludowej (28 marca 1955)[5]
- Krzyż Obrony Lwowa
- Odznaka 1000-lecia Państwa Polskiego
- Odznaka Grunwaldzka
- Odznaka XV-lecia Wyzwolenia Dolnego Śląska
- Medal Pamiątkowy Towarzystwa Miłośników Wrocławia
- Medal Akademia Medica Vratislaviensis Polonia
- Złota Odznaka Akademii Medycznej we Wrocławiu
- Odznaka Zasłużonym dla Województwa Legnickiego